# Тетраосмийундекаскандий
Тетраосмийундекаскандий — бинарное неорганическое соединение, интерметаллид
осмия и скандия
с формулой Os4Sc11,
кристаллы.

## Получение
- Сплавление стехиометрических количеств чистых веществ в атмосфере аргона[1]:

{\displaystyle {\mathsf {4\,Os+11Sc\ {\xrightarrow {T}}\ Os_{4}Sc_{11}}}}

## Физические свойства
Тетраосмийундекаскандий образует кристаллы
кубической сингонии,
пространственная группа F m3m,
параметры ячейки a = 1,3344 нм, Z = 8,
структура типа ундекаиридийтетраосмия Os4Ir11
.